# مسييه 47

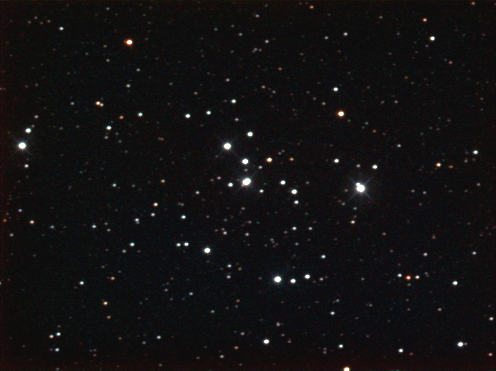
ميسييه 47

مسييه 47 أو م47 (بالإنجليزية: Messier 47 أو NGC 2422 ) هو تجمع نجمي مفتوح يوجد في كوكبة الكوثل ، اكتشفه جيوفاني باتيستا هوديرنا عام 1654 ، ثم رآه الفلكي الفرنسي شارل مسييه بدون سابق معرفة يوم 19 فبراير 1771 وأضافه إلى فهرسه الذي كان يسجل فيه المذنبات.
ويبعد م47  نحو 1.600 سنة ضوئية من الأرض ويقدر عمره بنحو 78 مليون سنة. ويحوي التجمع نحو 50 نجما، ويسطع النجم الأشد سطوعا بمقدار +5.7 قدر ظاهري.

## اقرأ أيضا
- مجرة
- قزم أبيض
- عملاق أحمر
- نجم
- مجرة حلزونية
- مجرة إهليجية
- الانفجار العظيم
- خط زمني للانفجار العظيم
- نجم نيوتروني
- ثقب أسود
- إن جي سي 2451

## وصلات خارجية
- موقع الكون في الإنترنت